# Несташне године
Несташне године (у оригиналу: Heartbreak High) је аустралијска телевизијска серија о ученицима измишљене гимназије Хартли у Сиднеју. Снимљена је као наставак филма из 1993. The Heartbreak Kid. Серија је у почетку обухватала догађаје у школи, да би се у каснијим сезонама догађаји проширили и ван школе.
Серија је приказивана на ТВ станици Ten Network од 1994. до 1996, а затим на ТВ станици ABC од 1997. до 1999. Британска ТВ станица BBC је финансијски помагала снимање серије. Серија је приказивана широм Европе. Нарочито успешно је било приказивање у Албанији, Аустрији, Грчкој, Естонији, Литванији, Мађарској, Македонији, Немачкој, Норвешкој, Пољској, Русији, Словенији, Србији, Холандији, Хрватској,Црној Гори и Чешкој. Ван Европе, серија је била популарна у Израелу и Индији. У Србији је првобитно приказивана на Трећем каналу РТС, затим на ТВ Станком и Арт ТВ, као и на многим локалним телевизијским станицама, као што је бивша ТВ Фан из Ковина.
После седме сезоне серија је прекинута због тешкоћа у проналажењу иностраних ТВ станица које би желеле да откупе право на емитовање и због одустајања BBC од даљег финансирања. Серија и данас има велики број обожавалаца.